# High School
Die High School (englisch: high school; Schreibweise lt. Duden: Highschool) oder Secondary School (englisch: secondary school) ist eine weiterführende Schule des sekundären Bildungsbereichs in Staaten wie Australien, Ghana, Kanada, Neuseeland, auf den Philippinen, in Südafrika und den USA. Sie bildet in diesen Ländern den letzten Abschnitt der gesetzlich vorgeschriebenen Schulausbildung (Schulpflicht), falls es dort nicht stattdessen eine reine Unterrichts- oder Bildungspflicht gibt.

## Vereinigte Staaten
Die US-amerikanische High School ist eine Einheitsschule für die schulische Ausbildung auf Sekundarstufen-Niveau. Sie ist von den Klassenstufen mit der deutschen Gesamtschule vergleichbar, aber da es in den USA keine anderen weiterführenden Schulen gibt und alle Jugendlichen die High School besuchen, ist das Niveau breiter gestreut als in deutschen Gesamtschulen. Die Senior High School umfasst chronologisch im Wesentlichen die gleichen Klassenstufen wie die europäische Oberstufe. 
Die Aufteilung der Klassenstufen in verschiedene Schulen ist von Schulbezirk zu Schulbezirk unterschiedlich. Nach der Primary School oder Elementary School (einer mehrjährigen Grundschule auf Primarstufen-Niveau, ggf. inkl. Kindergarten bzw. Vorschul-Jahr) folgt der Besuch einer Middle School oder Junior High School (auch kurz Junior High). Es handelt sich um verschiedene Bezeichnungen sehr ähnlicher Schulformen, wobei die Junior High traditionell nur die Klassenstufen 7 und 8 umfasst, während die Bezeichnung Middle School häufiger ist für solche Schulen, die auch die Stufen 6 oder 9 umfassen. Die eigentliche High School (auch senior high school oder senior high genannt) umfasst traditionell die Klassenstufen 9 bis 12. Dort, wo Schüler des 9. Schuljahrs noch die Junior High School besuchen (dann meist middle school genannt), fängt die High School entsprechend erst mit dem 10. Schuljahr an. Fast immer befinden sich Junior High School und High School in getrennten Gebäuden. Der Begriff grade school wird teilweise auch als Begriff für alle Klassen bis zur achten gebraucht, da es für diese Klassen keine Namen gibt, sondern sie normalerweise mit Nummern bezeichnet werden. 
In der Senior High School werden die Klassen nicht nur mit Nummern bezeichnet, die Schüler der einzelnen Klassenstufen tragen außerdem besondere Namen:
- Die Neuntklässler heißen Freshmen,
- die Zehntklässler heißen Sophomores,
- die Elftklässler heißen Juniors und
- die Zwölftklässler heißen Seniors.

Dieselben Bezeichnungen werden auch in US-amerikanischen Colleges und Universitäten für das erste bis vierte Jahr eines Undergraduate-Studiums geführt.

### Curriculum und Unterricht
Für einen Abschluss müssen zumeist einige Pflichtkurse belegt werden, darüber hinaus werden Wahlfächer angeboten. Das Niveau des Unterrichts können die Schüler in Rücksprache mit sogenannten Guidance Counselors (Betreuungslehrer) durch Einschreibung in einfache (regular oder level), mittlere (advanced oder Pre-AP) oder schwierige (AP) Kurse bestimmen. Ein High-School-Abschluss entspricht also entweder der mittleren Reife, der Fachhochschulreife oder dem Abitur, je nachdem, in welchen Zug man sich einschreibt. Das High School Diploma in Verbindung mit z. B. Advanced Placement-Kursen, deren erfolgreicher Abschluss bei der weiteren Ausbildung im College angerechnet werden kann, oder einem entsprechend hohen Ergebnis im SAT (Scholastic Assessment Test) berechtigt zur direkten Hochschulaufnahme auch in den Staaten des deutschen Sprachraums in Mitteleuropa.
Die High School ist meistens eine Dreivierteltagsschule mit sechs vollen Stunden Unterricht pro Tag und dazwischen einer  Mittagspause, in der häufig in der zugehörigen Schulkantine gegessen werden kann. Gewöhnlich beginnt der Unterricht zwischen 7:10 und ca. 9 Uhr und endet zwischen 14:10 Uhr und 15:30 Uhr; für (etwa wegen Berufstätigkeit der Eltern) früher kommende oder später gehende Schüler existiert meistens ein beaufsichtigter Aufenthaltsraum. Samstag und Sonntag sind frei. Insgesamt wird meistens ca. 36 Wochen pro Jahr unterrichtet. Neben den recht langen Sommerferien gibt es noch Weihnachtsferien und Spring Break (Frühlingsferien). In vielen Bundesstaaten hat man jeweils während eines Halbjahres jeden Tag denselben Stundenplan, der in Periods aufgeteilt ist.
US-amerikanische High Schools bieten meistens direkt an den Schulschluss anschließende Aktivitäten (extracurricular activities) wie verschiedene Sportarten (z. B. American Football, Fußball, Basketball, Baseball, Schwimmen, Golf, Leichtathletik, Ringen, Volleyball, Cheerleading) und Klubs (z. B. Theaterclub, Debattierclub, National Honor Society, Future Farmers of America, Future Business Leaders of America) an. Diese finden gewöhnlich an jedem Schultag statt, bei den Sportarten kommen noch Spiele am Wochenende hinzu. Sportarten laufen normalerweise über ein Trimester, wobei es gewisse Standardzuordnungen gibt: z. B. American Football und Fußball im Herbst, Basketball und Volleyball im Winter, Baseball/Softball und Leichtathletik (track) im Frühjahr. Besonders die sogenannten großen Sportarten wie Football, Basketball und Baseball haben einen hohen Stellenwert.
Die Schuljahre werden jeweils mit Final Examinations (Finals) in sämtlichen Fächern abgeschlossen, das sind schriftliche, mündliche und in einigen Fächern auch praktische Prüfungen, deren Noten einen bestimmten Anteil im letzten Zeugnis des jeweiligen Schuljahres ausmachen. In der Regel wird die High School nach Besuch der 12. Klasse mit dem Erhalt des High School Diploma abgeschlossen. Selbst innerhalb eines Bundesstaates kann das Niveau je nach Schulbezirk erheblich variieren, da diese Bezirke (mit von den Bürgern gewählten School Boards) in ihren Entscheidungen relativ viel Eigenständigkeit haben. Es variiert auch, weil die Schulen aufgrund des unterschiedlichen Steueraufkommens in den Bezirken auf sehr unterschiedliche Weise finanziert werden, was nicht ohne Einfluss auf die Qualität des Unterrichts bleibt.  Colleges und Universitäten verlangen deshalb von ihren Bewerbern standardisierte Tests, unter denen der SAT der wichtigste ist. 
Daneben gibt es in manchen Gebieten auch einige Schulabgänger (dropouts), die nach dem Ende der Schulpflicht mit 16 oder 17 Jahren mit Erlaubnis der Eltern die High School ohne einen Abschluss verlassen. In einigen Gebieten mit sehr hoher Dropout-Quote liegt das Durchschnittsniveau der auf der Schule verbleibenden Schüler oft etwas höher als an anderen High Schools.
Die Disziplin außerhalb des Klassenzimmers ist meistens sehr ausgeprägt, und so darf man sich an vielen Schulen während des Unterrichts nur mit einem Hall Pass innerhalb des Schulgebäudes bewegen. Auch das Verlassen des Schulgeländes während der Unterrichtszeit wird streng kontrolliert. Ein Fehlverhalten des Schülers innerhalb des Klassenraumes wird durch Nachsitzen (detention) bestraft. Nach Unterrichtsschluss findet nicht allein das Nachsitzen statt, sondern auch der Nachhilfeunterricht. Von den Lehrern wird erwartet, dass sie auch für kostenlose Nachhilfe zur Verfügung stehen. An den meisten US-amerikanischen High Schools sind die Lehrer verpflichtet, bereits bis zu eine Stunde vor Unterrichtsbeginn anwesend zu sein.

### Private High Schools
Neben den staatlichen High Schools gibt es auch private High Schools. Die sogenannten Prep Schools (Preparatory Schools) genießen in der Regel ein höheres Ansehen als öffentliche High Schools, obwohl es keinen rechtlichen Unterschied zwischen dem Abschluss einer privaten und einer öffentlichen High School gibt. Anders als im deutschsprachigen Raum, wo Privatschulen bis zu 90 % vom Staat finanziert werden, erhalten amerikanische Privatschulen keinerlei öffentliche Gelder, sondern finanzieren sich durch Schulgeld, Sponsoren und Spendenaktionen. Ein Großteil der Privatschulen befindet sich in kirchlicher Trägerschaft, in vielen besteht Uniformpflicht. Nur an religiös ausgerichteten Privatschulen wird Religionsunterricht erteilt.

## Kanada
In Kanada wird der Begriff High School je nach Region auch mit den Begriffen Secondary School (in Quebec École Secondaire) oder Collegiate Institute gleichgesetzt. Generell ist damit eine weiterführende Schule für die Schuljahre neun bis zwölf gemeint. Allerdings hat jede Provinz in Kanada ihr eigenes Bildungssystem, sodass es verschiedene Ausprägungen der High Schools gibt. So ist in einigen Provinzen beispielsweise eine Abstufung in Junior High und Senior High implementiert. Bei der Mehrheit der kanadischen High Schools geht das Schuljahr, ähnlich wie in Deutschland, von Ende August oder Anfang September bis Mitte oder Ende Juni.
An kanadischen High Schools gibt es zumeist zahlreiche außerschulische Sportangebote. Die populärsten High-School-Sportarten sind Eishockey, Rugby, Fußball, Lacrosse, Feldhockey, American Football, Baseball, Basketball, Volleyball und Leichtathletik. Auch abseits des Sports werden außerschulische Aktivitäten wie Computer- oder Theater-Klubs angeboten.

## Australien
Auch in Australien bezeichnet High School eine weiterführende Schule, die je nach Bundesstaat vom siebten oder achten bis zum zwölften Schuljahr besucht wird. In Tasmanien und dem Australian Capital Territory ist mit dem Begriff die Schulzeit zwischen dem siebten und zehnten Schuljahr gemeint, während das elfte und zwölfte Jahr als College bezeichnet werden. Im Bundesstaat Victoria wurde der Begriff High School nach den Reformen der Labor Regierung in den späten 1980er und frühen 1990er Jahren größtenteils durch die Formulierung Secondary School ersetzt. Analog zu den US-Fernsehserien, in denen das Leben im Umfeld einer High School verfilmt wurde, gibt es mit Heartbreak High eine australische Variante.

## Pakistan
Das staatliche Bildungssystem ist dreistufig. Auf die fünfjährige Grundschule, die Kinder ab einem Alter von fünf Jahren besuchen dürfen, folgt die dreijährige Mittelschule. Die eigentliche Sekundarbildung umfasst die zweijährige High School und im Anschluss daran die ebenfalls zweijährige Higher Secondary School. Der erfolgreiche Abschluss der Higher Secondary School berechtigt zum Besuch einer staatlichen Universität.